# وابیس

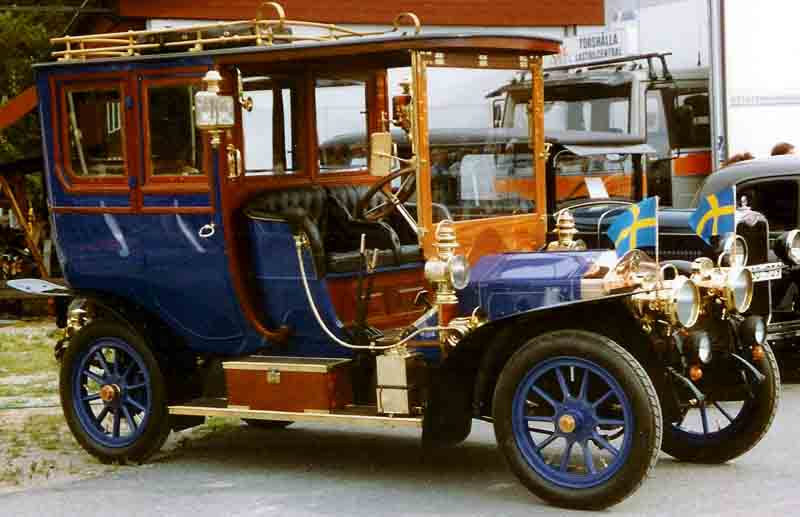
وابیش ۲اس لیموزین ۱۹۰۹

وابیس یک شرکت خودروسازی و کامیون‌سازی سوئدی بود که در سال ۱۸۹۱ با نام واگنفابریکس آکتیبولاگت ی سودرتالیا و در شهر سودرتالیا آغاز به کار کرد تا خودروهای ریلی بسازد. نخستین خودروی وابیس یک خودروی چهار سرنشینه بود که توسط گوستاف اریکسون و در سال ۱۸۹۷ طراحی شد. این خودرو که به‌شدت شبیه به کالسکه‌های امروزی بود، از یک موتور تک سیلندر که با سوخت نفت سفید کار می‌کرد، استفاده می‌کرد؛ این خودرو در نهایت ناموفق بود. این شرکت در سال ۱۹۱۱ به شرکت اسکانیا وصل شد و شرکت مشترک آنها اسکانیا-وابیس نامیده شد.